# Joseph Blomjous
Joseph Blomjous MAfr (* 10. Februar 1908 in Oisterwijk, Niederlande; † 3. November 1992) war ein niederländischer Ordensgeistlicher und römisch-katholischer Bischof von Mwanza.

## Leben
Joseph Blomjous trat der Ordensgemeinschaft der Weißen Väter bei und empfing am 29. Juni 1934 das Sakrament der Priesterweihe.
Am 11. April 1946 ernannte ihn Papst Pius XII. zum Titularbischof von Bubastis und zum ersten Apostolischen Vikar von Musoma-Maswa. Der Bischof von ’s-Hertogenbosch, Wilhelmus Pieter Adrian Maria Mutsaerts, spendete ihm am 6. Oktober desselben Jahres die Bischofsweihe; Mitkonsekratoren waren der Koadjutorbischof von Breda, Jozef Willem Maria Baeten, und der Apostolische Vikar von Niederländisch-Guyana-Suriname, Stephanus Jozef Maria Magdalena Kuijpers CSsR. Er war von 1950 bis 1953 zudem Apostolischer Administrator von Maswa.
Pius XII. ernannte Joseph Blomjous am 24. Juni 1950 zum ersten Apostolischen Vikar von Mwanza. Joseph Blomjous wurde am 25. März 1953 infolge der Erhebung des Apostolischen Vikariats Mwanza zum Bistum erster Bischof von Mwanza. Am 15. Oktober 1965 nahm Papst Paul VI. das von Blomjous vorgebrachte Rücktrittsgesuch an und bestellte ihn zum Titularbischof von Cabarsussi. Er verzichtete am 13. Mai 1977 auf das Titularbistum Cabarsussi.
Blomjous nahm an allen vier Sitzungsperioden des Zweiten Vatikanischen Konzils teil. Im 1962 als Koordinationsstelle für die afrikanischen Konzilsväter eingerichteten und von Kardinal Laurean Rugambwa geleiteten Secrétariat Panafricain (Gesamtafrikanisches Sekretariat) war Blomjous für den englischsprachigen Bereich zuständig.

## Schriften
- L’anticolonialisme favorise l’union des Églises en Afrique. In: Documentation et Informations Africaines (DIA), 20. Januar 1964 [ein für die ökumenische Bewegung in Afrika wegweisender Aufsatz].
- Priesthood in crisis. Bruce, Milwaukee 1969.